# Гаевский, Гжегож
Гжегож Гаевский (пол. Grzegorz Gajewski; род. 19 июля 1985 года, Скерневице) — польский шахматист, гроссмейстер (2006). Победитель чемпионата Польши по шахматам (2015).
В составе национальной сборной участник 2-х Олимпиад (2008, 2014) и 4-х командных чемпионатов Европы (2007—2009, 2013 и 2015).
Секундант Гукеша Доммараджу в подготовке к матчу за звание чемпиона мира 2024.

## Изменения рейтинга
| Графики недоступны из-за технических проблем. См. информацию на Фабрикаторе и на mediawiki.org. |